# Гай, Давид Иосифович
Давид Иосифович Гай (род. 29 июля 1941 года, п. Раменское, Московская область, СССР) — русско-американский писатель и журналист. Автор более 30 книг. С 1993 года живёт в США.

## Биография
Родился в Московской области, поселок Раменское 29 июля 1941 года. Окончил факультет журналистики Московского университета.
После окончания журфака трудился в одной из районных газет Подмосковья. После этого около тридцати лет был ведущим колумнистом газеты «Вечерняя Москва».
В США работал редактором газеты «Еврейский мир», самого большого русскоязычного американского издания — «Русская реклама» и газеты В Новом СВете. В настоящее время главный редактор международного литературного журнала «Времена». Более двадцати лет постоянный участник передачи «Пресс-клуб» на русско-американском телеканале RTN.

## Книги
Автор романа «До свидания, друг вечный», о взаимоотношениях Ф. М. Достоевского и его любовницы Аполлинарии Сусловой, повестей «День рождения» и «Телохранитель» (по этой повести выпущена аудиокнига). Его перу принадлежит художественное исследование «Десятый круг», посвящённое жизни, борьбе и гибели Минского гетто. Его книга вышла в США на английском языке под названием «Innocence in Hell». Командировки в Кабул стали основой для документальной книги «Вторжение» (в соавторстве с Вл. Снегиревым) — о войне, развязанной Советским Союзом в Афганистане. Она по праву считается одной из самых честных и откровенных, посвященных той войне.
В начале 2000-х выпустил в России два новых романа — «Джекпот» и «Сослагательное наклонение», а также сборник документальных повестей «Небесное притяжение». В США на русском в 2008-м вышла книга «Творящий чудеса». В 2009 году в Москве издан 750-страничный роман «Средь круговращенья земного…», посвященный жизни трех поколений одной семьи — в России и США.Эта семейная сага получила высокую оценку читателей и прессы. В 2012 году в США увидел свет остро-гротескный роман Давида Гая — «Террариум». Главный герой произведения — нынешний лидер России. Роман переведен на английский язык и продается на Амазоне. В 2015 году в США и в Украине вышел в свет роман «Исчезновение», главный герой которого — двойник Путина. В 2018 году увидела свет заключительная часть трилогии о сегодняшней и завтрашней России — роман «Катарсис». В конце июня 2020 года в России вышел в свет новый роман «Линия тени» (издательство «Алетейя», Санкт-Петербург). В 2021 в том же издательстве переиздан роман «Джекпот» и в США опубликован эссе-мемуар «Я сам собою недоволен…» В 2022-м в США издан его новый роман «Упакованная луна», в котором отражены события войны в Украине.